# Sinfonia n. 1 (Skrjabin)
La Sinfonia n. 1, Op. 26, in Mi maggiore di Aleksandr Nikolaevič Skrjabin fu composta fra il 1899 e il 1900. È una prima sinfonia ambiziosa, composta da sei movimenti, l'ultimo dei quali ha un coro e due cantanti solisti.

## Struttura
La sinfonia è composta da sei parti, complessivamente della durata di 45 minuti:
1. Lento
2. Allegro drammatico
3. Lento
4. Vivace
5. Allegro
6. Andante

## Corpo dell'orchestra
Legni3 flauti, 2 oboi, 3 clarinetti (La), 2 fagotti, Ottoni, 4 corni in Fa, 3 trombe, 3 tromboni, tuba
Percussionitimpani, campanelli
Archiarpa, violini I e II, viole, violoncelli, contrabbassi
VociMezzosoprano, Tenore

## Storia dell'opera
Il compositore cominciò a scrivere questa sinfonia nell'estate del 1900, alla quale lavorò intensamente nella località di Darino nei pressi di Mosca.
Di questo parlò a Mitrofan Petrovič Beljaev, al quale scrisse che "è impegnato in una grande composizione orchestrale".
Con lo scorrere di tre mesi gli comunicò: “Alla fine dell'estate ho terminato di scrivere la sinfonia (6 parti), adesso penso agli strumenti”.
Prima di tutto Skrjabin mostrò la sinfonia al suo maestro Safonov della classe fortepiano; poi, quando arrivò a Pietroburgo, a Ljadov.
Dopo aver conosciuto il libretto dell'opera di Rimskij-Korsakov, Glazunov e Ljadov arrivarono alla conclusione che l'opera potesse essere pubblicata prima della sua composizione, tuttavia insistettero fortemente sulla modifica di parti troppo difficili, a volte persino infattibili (dell'opera),come scriveva Beljaev al compositore.
Skrjabin si consultò a proposito col professore Umberto Masetti.
Masetti, in generale, ha giudicato fattibili le parti, anche se pienamente d'accordo con il modificarne alcune, dato che la sua tecnica vocale era impareggiabile con le possibilità dei coristi.
La prima sinfonia fu completata l'11 (24) Novembre 1900 sotto la direzione di Anatolij Konstantinovi*c Ljadov.
Furono completate solo cinque parti, dato che il coro non prese voce per la difficoltà delle successive parti.
Tutta la sinfonia con coro e solisti fu completata soltanto il 16 marzo 1901 in un concerto dedicato alla memoria di N. G. Rubinštejn.
Nel Novembre 1900 fu consegnato il premio Glinka al compositore per questa sinfonia.

## Analisi delle parti
La prima parte è un'introduzione all'intero ciclo. È evidente come il compositore abbia usufruito degli effetti coloristici dell'orchestra.
Proprio all'inizio il gruppo degli strumenti a corde non si divide in cinque, ma in undici parti.
L'armonia va a complicarsi gradualmente, alle due cornamuse vanno ad aggiungersi altri strumenti,ai quali va l'incarico dei suoni trattenuti.
Per questo lo sfondo degli strumenti a corde diventa fremente grazie ad un originale disegno delle parti di violino, viole e dei violoncelli.
Su questo sfondo nasce una cantilena lirica incaricata del clarinetto e sostenuta dal flauto;essa continua a svilupparsi, fino a che risveglia tutto il gruppo dei violini.
Questo potenziamento si mostra come un passaggio verso un alto registro.
Dopo la ripetizione della cantilena iniziale, il suo sviluppo viene sopraffatto dalla comparazione dei timbri espressivi e dalle dal richiamo dei diversi strumenti; qui ritroviamo la manifestazione dei
violini sullo sfondo delle viole, che riversa il tema su un alto registro.
Nelle ultime battute gli strumenti a corde si dividono non in undici, ma in diciotto.
Questo ha dato la possibilità al compositore di formulare una musicalità mai esistita.
Se nella prima parte l'intensità dell'orchestra sonora non è grande (qui non prendono parte né trombe, né tromboni, né piatti), nella seconda parte invece,nel momento in cui si raffigurano immagini della lotta, la musicalità dell'orchestra arriva a toccare elevate potenze.
La precedente intensificazione degli apici, ci permettono di giudicare sul conto dell'autore a proposito della possibilità di ogni strumento nella sua totalità degli effetti non solo dinamici, ma anche coloristici.
Nella terza parte dominano costruzioni liriche. Qui è utilizzato in modo virtuoso il timbro “fistolare” del clarinetto.
La quarta parte ha un carattere scherzoso con elementi di un volo impetuoso e danzante.
Nella quinta parte, nonostante continui il richiamo della cantilena, attaccata alle precedenti , si manifesta di nuovo la forza della lotta dell'uomo contro gli ostacoli che trova sulla via verso la
felicità.
L'intensità di questa lotta si evidenzia di materiale tematico, che dall'inizio si distingue per un'intonazione pungente.
Sul finale viene indicata la vicinanza alla vittoria.
Il carattere solenne delle parti strumentali e vocali viene sottolineato dagli accordi musicali dell'arpa e dalla spavalderia delle trombe sullo sfondo di tremolanti strumenti a corda. I solisti mezzo
soprano e tenore con dietro a loro il coro eterogeneo, celebrano l'arte, che trasfigura/trasforma l'uomo.
Il finale del testo è stato scritto dall'autore.

## Finale
O gloriosa immagine divina,

Una pura arte armoniosa!

Ti portiamo insieme noi

un elogio dall'esaltato sentimento.

Sei il sogno lucente della vita,

Sei la festa, sei il riposo,

Come un dono alle persone tu porti

Le tue fantastiche visioni

In quell'ora cupa e fredda

Quando l'anima è piena di turbamento,

in te trova la persona

Una viva felicità di conforto.

Tu della forza, caduta nella lotta,

Meravigliosamente invochi alla vita,

Nella mente stanca e dolorante

Tu dai vita a nuovi schemi dei pensieri.

Tu sei un oceano sconfinato dei sentimenti

Fai nascere nel cuore entusiasmato,

E delle migliori canzoni la canzone canta,

Il tuo sacerdote, ispirato da te.

Regna onnipotente sulla terra

Il tuo spirito, libero e possente,

La persona da te elevata

Realizza al meglio le sue fatiche.

Venite, gente del mondo,

Canteremo un'arte alla gloria!

La gloria all'arte,

Per sempre gloria!